# Edmundo González Urrutia
Edmundo González Urrutia (ur. 29 sierpnia 1949 w La Victoria) – wenezuelski polityk i dyplomata, kandydat na prezydenta w wyborach w 2024 roku.

## Życiorys
Ukończył stosunki międzynarodowe na Centralnym Uniwersytecie Wenezueli. W 1981 roku uzyskał tytuł magistra stosunków międzynarodowych na Uniwersytecie Amerykańskim w Waszyngtonie.
Pracował w Ministerstwie Spraw Zagranicznych Wenezueli. Od 1991 do 1993 roku był ambasadorem Wenezueli w Algierii. W latach 1994–1998 pracował jako dyrektor generalny ds. polityki zagranicznej w MSZ, a następnie do 2002 roku był ambasadorem Wenezueli w Argentynie.

### Działalność polityczna
W latach 2013–2015 był koordynatorem międzynarodowym Koalicji na rzecz Jedności Demokratycznej. W 2020 roku został liderem partii Plataforma Unitaria Democrática. W związku z niedopuszczeniem do kandydowania dwóch kandydatek opozycji – Marí Coriny Machado oraz Coriny Yoris, został on wytypowany jako kandydat swojej partii w wyborach prezydenckich w 2024 roku. W marcu 2024 roku został oficjalnie zarejestrowany jako kandydat. Podczas kampanii wyborczej był liderem sondaży, wyprzedzając w nich urzędującego prezydenta dwukrotnie.
Według sondaży exit poll zwyciężył w wyborach prezydenckich, Maria Corina Machado dwa dni po dniu głosowania stwierdziła, na podstawie protokołów z lokali wyborczych, że otrzymał 73,2% głosów. Jednakże Narodowa Rada Wyborcza, w dzień po wyborach ogłosiła, że uzyskał on 44% głosów i zajął drugie miejsce. 22 sierpnia 2024 Sąd Najwyższy Wenezueli orzekł o ważności wyboru Nicolasa Maduro na prezydenta Wenezueli. Edmundo González Urrutia nie uznał tego orzeczenia. Trzykrotnie nie stawił się w prokuraturze w związku z prowadzonym dochodzeniem w sprawie "aktów sabotażu wyborczego", z tego powodu wydano nakaz jego aresztowania. 8 września 2024 został mu udzielony azyl polityczny w Hiszpanii, gdzie przybył z żoną na pokładzie samolotu hiszpańskich sił zbrojnych. Zapowiedział powrót do kraju w celu objęcia urzędu. 
19 września 2024 Parlament Europejski w rezolucji uznał go jako legalnie wybranego prezydenta Wenezueli. 6 stycznia 2025 spotkał się z prezydentem Stanów Zjednoczonych Joe Bidenem, który przyjął go, jako "prezydenta-elekta" Wenezueli. 10 stycznia 2025 minister spraw zagranicznych Kanady Melanie Joly przekazała, że Kanada uznaje go za wybranego prezydenta-elekta Wenezueli. Argentyna, Urugwaj i Kostaryka również uznały jego wybór za legalny . 

## Wyróżnienia
- Nagroda Sacharowa (2024)[17]

## Życie prywatne
Jest żonaty z Mercedes López de González, z którą ma dwie córki. Deklaruje się jako katolik.